# Spinoplon tutoia
Spinoplon tutoia là một loài bọ cánh cứng trong họ Cerambycidae.